# Marco V
Marco V, псевдоним на Марко Веркайлен (на нидерландски: Marco Verkuylen), е холандски диджей.

## Стил
Marco V е известен на феновете си от няколко години. Той е познат с въздействащия и енергетичен транс, който прави. Неговите най-големи хитове са: „Red blue purple“, „Godd“, „In Charge“, „Simulated“, „Indicator“, които имат твърд звук. Точният стил на Marco V е смесица от транс, прогресив и техно.